# Piccolo Davy
Davy Crockett (chiamato dagli altri personaggi piccolo Davy) è un personaggio Disney creato nel 1955 da Bill Walsh e da Floyd Gottfredson.
È un bambino che si è talmente immedesimato in Davy Crockett che si veste come lui e afferma di essere lui in persona. Vive in una casa sugli alberi insieme ai suoi amici animali ed è amico degli indiani; inizialmente non va a scuola ma poi è costretto a andarci da una guardia che lo cattura.
Appare per la prima volta in Topolino e il ritorno di Davy Crockett (strisce giornaliere dal 27 giugno al 4 ottobre 1955) in cui si presenta a casa di Topolino e va a vivere da lui per parecchio tempo generandogli vari problemi. Fa amicizia con il nipote di Topolino Tip e lo invita alla sua casa sull'albero. In seguito si presenta a casa di Topolino anche il Grillo Parlante che afferma di aver cambiato il nome da Jiminy Cricket a Jiminy Crockett, in quanto vuole anche lui emulare il grande Davy Crockett; si scopre che il piccolo Davy e il grillo parlante erano già amici.
Alla fine è costretto a frequentare la scuola insieme a Morty. La storia in cui appare è l'ultima delle storie a strisce non autoconclusive di Topolino. Tuttavia appare anche nelle strisce autoconclusive successive, in cui lo si vede a scuola o che va a caccia con il grillo parlante oppure che ospita un animale feroce in casa di Topolino. Secondo l'INDUCKS, almeno per quanto riguarda le strisce quotidiane, appare per l'ultima volta nella striscia autoconclusiva del 1º giugno 1956. In totale quindi il personaggio appare, considerando solo le strisce, in una storia lunga (composta da 86 strisce) e in 33 strisce autoconclusive, per un totale di 119 strisce complessive.
Il piccolo Davy (Li'l Davy in originale) non appare però solo nelle strisce ma, a partire dal 1956 e fino al 1961, fa qualche apparizione anche sui comics disneyani pubblicati dalla Western Publishing. In queste storie compare insieme a Nonna Papera, Paperino, Qui, Quo, Qua, Topolino, Pippo e Penna Bianca.